# Juha-Rantasila-Trophäe
Die Juha-Rantasila-Trophäe ist eine Eishockey-Auszeichnung, die vom Spielerverband der finnischen Liiga an den Verteidiger mit den meisten erzielten Toren der Saison vergeben wird. Erstmals wurde die Trophäe nach der Saison 2007/2008 verliehen; Anssi Salmela von Tappara nahm die Trophäe als erster Ausgezeichneter entgegen. Die Auszeichnung ist nach Verteidiger Juha Rantasila benannt.

## Preisträger
| Saison  | Gewinner                 | Team     | Tore |
| ------- | ------------------------ | -------- | ---- |
| 2007/08 | Anssi Salmela            | Tappara  | 15   |
| 2008/09 | Markus Seikola           | Ilves    | 17   |
| 2009/10 | Markus Seikola (2.)      | Ilves    | 17   |
| 2010/11 | Markus Nordlund          | TPS      | 16   |
| 2011/12 | Markus Seikola (3.)      | Pelicans | 16   |
| 2012/13 | Markus Seikola (4.)      | Pelicans | 13   |
| 2013/14 | Lasse Kukkonen           | Kärpät   | 12   |
| 2014/15 | Janne Niskala1           | Lukko    | 14   |
| 2015/16 | Juha Leimu               | Pelicans | 16   |
| 2016/17 | Juha Leimu2 (2.)         | Pelicans | 11   |
| 2017/18 | Ilkka Heikkinen          | TPS      | 17   |
| 2018/19 | Oliwer Kaski             | Pelicans | 19   |
| 2019/20 | Mikko Kousa              | HIFK     | 10   |
| 2020/21 | Robin Press              | Lukko    | 17   |
| 2021/22 | Vili Saarijärvi          | Lukko    | 17   |
| 2022/23 | Thomas Grégoire          | Lukko    | 13   |
| 2023/24 | Charles-Édouard D’Astous | KooKoo   | 17   |
| 2024/25 | Max Lindroth             | TPS      | 23   |

1 Janne Niskala erzielte 14 Tore, genau wie Esa Lindell. Beide erzielten gleich viele Siegtore. Daher wurde Niskala aufgrund seiner besseren Trefferquote (5,1 % für Niskala und 4,2 % für Lindell) ausgezeichnet.
2 Juha Leimu von den Pelicans erzielte in der Saison 2016/17 die gleiche Anzahl an Toren wie Janne Niskala (Lukko), Leimu erzielte jedoch ein Siegtor mehr als Niskala.